# Шарипы Большие
Шарипы Большие (бел. Вялікія Шарыпы) — деревня в составе Савского сельсовета Горецкого района Могилёвской области Республики Беларусь.

## Население
- 1999 год — 299 человек
- 2010 год — 211 человек